# Güngör
Güngör ist ein türkischer männlicher und weiblicher Vorname sowie Familienname.

## Namensträger

### Vorname
- Güngör Dilmen (1930–2012), türkischer Dramatiker und Dramaturg
- Güngör Kaya (* 1990), deutsch-türkischer Fußballspieler
- Yekta Güngör Özden (* 1932), türkischer Jurist
- Güngör Şahinkaya (* 1954), türkischer Fußballspieler und -trainer
- Güngör Tekin (* 1953), türkischer Fußballspieler

### Familienname
- Adil Güngör (* 1931), türkischer Ringer
- Adnan Güngör (* 1980), türkischer Fußballspieler
- Baha Güngör (1950–2018), deutscher Redakteur und Buchautor
- Çetin Güngör (Parteifunktionär) (1957–1985), türkischer PKK-Funktionär
- Çetin Güngör (Fußballspieler) (* 1990), türkischer Fußballspieler
- Dilek Güngör (* 1972), deutsche Journalistin, Kolumnistin und Buchautorin
- Emre Güngör (* 1984), türkischer Fußballspieler
- Engin Güngör (* 1986), niederländisch-türkischer Fußballspieler
- Eren Güngör (* 1988), türkischer Fußballspieler
- Feyza Sevil Güngör (* 1997), türkische Schauspielerin
- Haluk Güngör (* 1970), türkischer Fußballtorhüter und -trainer
- Hasan Güngör (1934–2011), türkischer Ringer
- Kenan Güngör (* 1969), Experte für Integrations- und Diversitätsfragen
- Lena Saniye Güngör (* 1993), deutsche Politikerin (Die Linke)
- Leyla Güngör (* 1993), schwedisch-türkische Fußballspielerin
- Murat Güngör (* 1969), deutscher Musiker, Musikproduzent, DJ und Autor
- Mustafa Güngör (Politiker) (* 1978), deutsch-türkischer Politiker
- Mustafa Güngör (Rugbyspieler) (* 1981), deutscher Rugbyspieler
- Mustafa Güngör (Fußballspieler) (* 1994), türkischer Fußballspieler
- Rafet Güngör (* 1949), türkischer Judoka
- Sanem Güngör (* 1981), deutsche Juristin und Politikerin
- Sinan Güngör (* 1949), deutscher Trickfilmzeichner und Produzent